# Huber López
Huber Axel López Castro (Iguala de la Independencia, Guerrero, México, 7 de septiembre de 1994) es un futbolista mexicano que juega de mediocampista y su último equipo fue el Club Deportivo Vida de la Liga Nacional de Honduras.

## Clubes
| Club                   | País     | Año         |
| ---------------------- | -------- | ----------- |
| Atlas                  | México   | 2008 - 2014 |
| FSV Frankfurt          | Alemania | 2013        |
| Albinegros de Orizaba  | México   | 2015        |
| Athletic Club Morelos  | México   | 2016        |
| Inter Playa del Carmen | México   | 2017 - 2018 |
| Vida                   | Honduras | 2019 - 2020 |